# Dion Waiters
Dion Waiters (Filadelfia, Pensilvania, 1 de diciembre de 1991) es un jugador de baloncesto estadounidense que actualmente se encuentra sin equipo. Con 1,91 metros de estatura, juega en la posición de escolta.

## Trayectoria deportiva

### Universidad
Jugó durante dos temporadas con los Orange de la Universidad de Syracuse, en las que promedió 9,7 puntos, 2,0 rebotes y 2,0 asistencias por partido. En 2012 se declaró elegible para el Draft de la NBA, renunciando a dos años más de carrera universitaria.

#### Estadísticas
| Año     | Equipo   | PJ | PT | MPP  | %TC  | %3P  | %TL  | RPP | APP | ROB | TPP | PPP  |
| ------- | -------- | -- | -- | ---- | ---- | ---- | ---- | --- | --- | --- | --- | ---- |
| 2010–11 | Syracuse | 34 | 0  | 16.3 | .411 | .329 | .813 | 1.6 | 1.5 | 1.1 | .1  | 6.6  |
| 2011–12 | Syracuse | 37 | 0  | 24.1 | .476 | .363 | .729 | 2.3 | 2.5 | 1.8 | .3  | 12.6 |
| Total   | Total    | 71 | 0  | 20.4 | .453 | .348 | .753 | 1.9 | 2.0 | 1.5 | .2  | 9.7  |

### Profesional
Fue elegido en la cuarta posición del Draft de la NBA de 2012 por Cleveland Cavaliers, algo que sorprendió a analistas y prensa especializada, ya que no había destacado especialmente en la NCAA. Debutó en la liga profesional el 30 de octubre ante los Washington Wizards, siendo uno de los jugadores más destacados del partido, consiguiendo 17 puntos.
El 5 de enero de 2015, fue traspasado a Oklahoma City Thunder en un acuerdo de tres bandas que incluye la llegada de J.R. Smith e Iman Shumpert a Cleveland prodecentes de los New York Knicks. Los Knicks a cambio, recibirán una segunda ronda del Draft de los Cavaliers y algunos jugadores como Lance Thomas, Alex Kirk y Lou Amundson.
Llegó a Miami en el verano del 2016, para reforzar al equipo que había perdido a su jugador franquicia Dwayne Wade. Promedio 15,8 puntos por partido siendo una pieza vital para el equipo.
Durante la temporada 2019-20, fue suspendido en un par de ocasiones. El 8 de noviembre de 2019, experimentó un ataque de pánico durante un vuelo, antes de disputar un partido. Este ataque se produjo por el consumo de una infusión de THC. Dos días más tarde, los Heat suspendieron a Waiters con 10 partidos, por consumo inapropiado.
El 6 de febrero de 2020, tras 4 temporadas en Miami, fue traspasado a los Memphis Grizzlies en un acuerdo a tres bandas que también involucró a Minnesota Timberwolves. Pero a los tres días es cortado por los Grizzlies. El 5 de marzo de 2020, firma con Los Angeles Lakers por lo que resta de temporada. El 11 de octubre de 2020 se proclama campeón de la NBA por primera vez en su carrera tras vencer a Miami Heat en la final de la NBA.

## Estadísticas de su carrera en la NBA
|  | Denota temporadas en las que su equipo fue Campeón de la NBA |

### Temporada regular
| Año     | Equipo        | PJ  | PT  | MPP  | %TC  | %3P  | %TL  | RPP | APP | ROB | TPP | PPP  |
| ------- | ------------- | --- | --- | ---- | ---- | ---- | ---- | --- | --- | --- | --- | ---- |
| 2012-13 | Cleveland     | 61  | 48  | 28.8 | .412 | .310 | .746 | 2.4 | 3.0 | 1.0 | .3  | 14.7 |
| 2013-14 | Cleveland     | 70  | 24  | 29.6 | .433 | .368 | .685 | 2.8 | 3.0 | .9  | .2  | 15.9 |
| 2014-15 | Cleveland     | 33  | 3   | 23.8 | .404 | .256 | .783 | 1.7 | 2.2 | 1.3 | .3  | 10.5 |
| 2014-15 | Oklahoma City | 47  | 20  | 30.3 | .392 | .319 | .625 | 2.9 | 1.9 | 1.0 | .2  | 12.7 |
| 2015-16 | Oklahoma City | 78  | 15  | 27.6 | .399 | .357 | .713 | 2.6 | 2.0 | 1.0 | .2  | 9.8  |
| 2016-17 | Miami         | 46  | 43  | 30.1 | .423 | .394 | .646 | 3.3 | 4.3 | .9  | .4  | 15.8 |
| 2017-18 | Miami         | 30  | 30  | 30.6 | .398 | .306 | .739 | 2.6 | 3.8 | .8  | .3  | 14.3 |
| 2018-19 | Miami         | 44  | 28  | 25.9 | .414 | .377 | .500 | 2.6 | 2.8 | .7  | .2  | 12.0 |
| 2019-20 | Miami         | 3   | 0   | 14.0 | .385 | .471 | .000 | 3.7 | 1.0 | .0  | .7  | 9.3  |
| 2019-20 | L.A. Lakers   | 7   | 0   | 23.6 | .425 | .233 | .875 | 1.9 | 2.4 | .6  | .6  | 11.9 |
| Total   | Total         | 419 | 211 | 28.2 | .412 | .346 | .694 | 2.6 | 2.8 | .9  | .3  | 13.1 |

### Playoffs
| Año   | Equipo        | PJ | PT | MPP  | %TC  | %3P  | %TL   | RPP | APP | ROB | TPP | PPP |
| ----- | ------------- | -- | -- | ---- | ---- | ---- | ----- | --- | --- | --- | --- | --- |
| 2016  | Oklahoma City | 18 | 0  | 27.3 | .417 | .375 | .667  | 2.6 | 2.3 | .6  | .2  | 8.4 |
| 2020  | L.A. Lakers   | 5  | 0  | 7.6  | .333 | .000 | 1.000 | .4  | .4  | .2  | .2  | 2.0 |
| Total | Total         | 23 | 0  | 23.0 | .410 | .350 | .688  | 2.1 | 1.9 | .5  | .2  | 7.0 |